# Freiheit statt Sozialismus
Freiheit statt Sozialismus war die wichtigste Wahlkampfparole der CDU zur Bundestagswahl 1976. Die CSU verwendete den Wahlspruch Freiheit oder Sozialismus.

## Verwendung im Bundestagswahlkampf 1976
Das Wahlkampfmotto wird häufig Alfred Dregger zugeschrieben. Die Wendung richtete sich unter anderen gegen die von Willy Brandt eingeleitete Neuen Ostpolitik der SPD/FDP-Regierungskoalition unter dem Kabinett Schmidt I. Freiheit sollte das demokratisch-politische System der „Bonner Republik“ inklusive ihrer Westintegration symbolisieren, demgegenüber sollte Sozialismus auf das realsozialistische politische System der DDR verweisen. Sie wurde (wie auch die anderen Wahlsprüche der Union im Bundestagswahlkampf 1976) jeweils mit einem vorangestellten „Aus Liebe zu Deutschland“ kombiniert. Der Slogan stand auf mehreren Wahlkampfplakaten der CDU, unter anderem auch mit einer umstrittenen Abbildung eines schwedischen Models mit Boxhandschuhen.
Während Helmut Kohl und Kurt Biedenkopf Themenbereiche wie „Gerechtigkeit, Solidarität, Freiheit“ nicht der SPD überlassen wollte, befürchtete der rechte Flügel der Union eine „Sozialdemokratisierung“ der Partei. Nach dem Wahlsieg von Hans Filbinger bei der Landtagswahlkampf Baden-Württembergs im April 1976 und einer ähnlichen Kampagne durch Franz Josef Strauß, wurde das Motto am 24. Mai 1976 nach innerparteilichen Kontroversen auf den Wahlparteitag der CDU in Hannover der Öffentlichkeit präsentiert. Kohl sah darin eine direkte Antwort auf die Behauptung der SPD, die Demokratie lasse sich nur im Sozialismus verwirklichen. Helmut Schmidt entgegnete: „In Wirklichkeit ist es doch so, dass ein Mann wie Kurt Schumacher für Freiheit und für Sozialismus im Konzentrationslager gesessen hat.“ Willy Brandt erwiderte: „Die Entweder-Oder-Propagandisten der Rechten werden es nicht schaffen, Freiheit gegen Sozialdemokratie auszuspielen. Und auch die Götzenanbeter auf kommunistischer Seite werden die Bürger nicht täuschen können. Ihr angeblicher Sozialismus Marke DDR hat mit Freiheit soviel zu tun wie der Ochse mit dem Klavierspielen.“ Am Wahlabend resümierte der Bundesinnenminister Werner Maihofer (FDP): „Die Leistung ist gewählt, die Lumperei mit Freiheit statt Sozialismus ist nicht aufgegangen.“
Die Bundestagswahl 1976 endete mit einem Stimmenzuwachs der Union auf 48,6 Prozent, die ohne Koalitionspartner jedoch keine Regierung bilden konnte. Inwieweit dieser Slogan dazu beigetragen hat, ist nicht feststellbar. Er war auch in der Bevölkerung umstritten und wurde nach Meinungsumfragen zu Beginn des Wahlkampfes im Frühjahr 1976 von 65 % der Befragten abgelehnt. Jedoch zeigte er Wirkung im Sinne der Unionsparteien dadurch, dass er die Aufmerksamkeit der Bevölkerung auf ein Thema richtete, in dem der Union vom Wähler deutlich höhere Kompetenz zugesprochen wurde als der Regierung. Zeichen dieser Wirkung war die Zustimmung zum Ziel „Verhindern, dass kommunistische Einflüsse in Europa vordringen“ während des Wahlkampfes von 51 % auf 59 % zunahm. 46 zu 15 % der Wähler sahen in dieser Frage eine höhere Kompetenz der Union gegenüber der SPD.

## Weitere Verwendung
Abgewandelt fand der Slogan bereits in der Künstler-Initiative von Klaus Staeck „Freiheit statt Strauß“ zum Bundestagswahlkampf 1980 Verwendung.
Der originale Wahlspruch wurde mehrfach in späteren Wahlen aufgegriffen. So warb damit die DSU im Wahlkampf zur ersten freien Volkskammerwahl 1990. Die FDP verwendete ihn bei der Hessischen Landtagswahl 2008.
Außerdem verwendete die AfD diesen Slogan im Wahlkampf für die Landtagswahlen in Thüringen, Sachsen und Brandenburg im Jahr 2019.
Mit dem 2011 erschienenen Buch Freiheit statt Kapitalismus spielt die Politikerin der Linken Sahra Wagenknecht auf das Schlagwort an.